# Произведение
 За математическия термин вижте Умножение.  
Произведение е физически или въображаем предмет, създаден от дейността на човека.
Произведенията могат да бъдат както утилитарни продуктти, така и резултат на интелектуална (интелектуални произведения) или творческа (творби) дейност. Такива са произведенията на изкуството, като литературните или музикалните произведения. Творбите, описващи въображаеми сюжети, са художествени произведения.